# Giác mộc Hồng Kông
Giác mộc Hồng Kông (danh pháp khoa học: Cornus hongkongensis) là một loài thực vật có hoa trong họ Cornaceae. Loài này được Hemsl. miêu tả khoa học đầu tiên năm 1888.